# Горпина (персонаж)
Горпина (пол. Horpyna) — персонаж роману Генріка Сенкевича «Вогнем і мечем». Відьма, яка мешкала у Чортовому Яру, сестра козацького полковника Донця і приятелька Юрка Богуна. В екранізації Єжи Гофмана Горпину зіграла Руслана Писанка.

## Історія постаті у романі
За описом у книзі Сенкевича: здоровенна діваха, що ворожить млиновим колом. Після захопленням Богуном у місті Бар Олени Курцевич доглядала її разом зі своїм слугою-карликом Чемерисом у Чортовому Яру. Наворожила йому можливий шлюб з князівною, застерегла від двобою з Міхалом Володийовським та таємничого зрадника, яким став Редзян. Бачила руйнування викликані визвольною війною. Померла від стріли Редзяна, який ошукав Богуна. Забрав у нього пернач i перстень для того, щоб визволити Олену Курцевич.